# Бабук
Бабук е село в Североизточна България. То се намира в община Силистра, област Силистра.

## География
Село Бабук се намира на 15 км югоизточно от град Силистра, в подножието на главния път, който свързва дунавския град с Шумен и Разград. Селото е едно от малкото български села, разположени като дъга около Силистренската крепост от епохата на Османското владичество. Граничи със селата Казимир и Ценович. В непосредствена близост са и селата Професор Иширково, Българка и Срацимир. Алфатар е другият град, който е близо до Бабук. 
Историческата местност Караул , гората Каракуз и местността Тръстова също са в близост до селото. 

## История

### Предисторията на село Бабук
Според спомени и полулегендарни източници началото на днешното село Бабук е от XX в., но съществуват археологически паметници, които свидетелстват за обитаване на района преди това.  
Наблюдават се могилен некропол и няколко по - малки могили, които най-вероятно са част от тракийски могилен некропол.  Фрагменти от римска и тракийска керамика свидетелстват за живот в района през VI - IVв. пр. Хр.. Предполага се, че районът е бил обитаван, но не като днешното село Бабук.  

#### Бабук през Османската епоха и Възраждането
В документи от XVI - XVIII в., в които са регистрирани Алфатар (тогава село), Калипетрово, Сребърна, Попина и други съседни села, името на Бабук отсъства. Това е косвено доказателство, че селото е създадено по - късно. Точната дата е неизвестна. 

###### Заселването на българите. Бабук през Възраждането.
Заселниците на село Бабук са предимно произхождащи от разградските села, чието преселение е продължило 3- 4 г. През зимата на 1830 - 1831 г., предците на днешните бабукци, гостувайки на свои роднини от Разградско -  биват убедени да останат и да се заселят наоколо. Според Одринския мир през това време Силистра и околията до Алфатар на юг - били под руско управление, което продължило до 1836 г. Това било една от причините българите от Разградско, да не продължават към родните си места, а да се заселят около Силистра. През пролета на 1831г. започва търсенето на удобно място за селище. Тогава, на 11км от Силистра в дясно от главния път Алфатар - Шумен, те попадат на горист дол с три кладенеца. Решават, че това закътано място е сигурно и най - подходящо за живеене. Заселват се около кладенците в три махали. Строят къщите близо една до друга, с цел лесно отбраняване при вражески нападения. 

##### За името на селото
Съществуват няколко варианта за произхода на името на селото. 
В Шуменска област "Бабице" и "баби" са думи използвани за наименование на големи и грамадни дървета. Около село Бабук, в местността "Курията" е имало множество такива дървета. По тази причина е възможно първите обитатели на селото да са кръстили селото си Бабук.
Друга алтернатива за историята зад името е, че отсреща на хълма турското село се е казвало Бабук и заради това местните хора са нарекли своето село Бабук. Първите заселници разказват, че в първите години от основаването, в селото идвала стара жена от с. Сребърна, която казвала, че била от старото село Бабук , което било опожарено.    

## Население
Численост на населението според преброяванията през годините:
| \| Година на преброяване \| Численост \| \| --------------------- \| --------- \| \| 1934 \| 2457 \| \| 1946 \| 2495 \| \| 1956 \| 2090 \| \| 1965 \| 1764 \| \| 1975 \| 1367 \| \| 1985 \| 1002 \| \| 1992 \| 900 \| \| 2001 \| 720 \| \| 2011 \| 528 \| \| 2021 \| 444 \| |           |
| Година на преброяване | Численост |
| 1934 | 2457      |
| 1946 | 2495      |
| 1956 | 2090      |
| 1965 | 1764      |
| 1975 | 1367      |
| 1985 | 1002      |
| 1992 | 900       |
| 2001 | 720       |
| 2011 | 528       |
| 2021 | 444       |

### Етнически състав
Преброяване на населението през 2011 г.
Численост и дял на етническите групи според преброяването на населението през 2011 г.:
|                     | Численост | Дял (в %) |
| Общо                | 528       | 100.00    |
| Българи             | 378       | 71.59     |
| Турци               |           |           |
| Цигани              | 132       | 25.00     |
| Други               |           |           |
| Не се самоопределят |           |           |
| Неотговорили        | 10        | 1.89      |

## Личности
Родени в Бабук
- Дочо Михайлов (1895 – 1926), български революционер от ВДРО, ДРО и БКП
- Димо Йорданов (р. 1927), български педагог и психолог, професор
- Стойчо Раданов (1932 – 2008), български съдебен лекар, професор
- Христу Къндровяну (1928 – 2013), румънски литературен критик и поет

## Културно-идеологически места

### Народно читалище "Дочо Михайлов" - 1906 г. - с. Бабук, общ. Силистра.
Читалището е основано през 1906г. от група интелектуалци начело с Йордан Кълчишков. Първоначалната цел е била просветителна дейност, като четене на вестници, книги, брошури и различни литературни произведения. С годините то се развива и става място на много културни изяви и представления. В селото се развива и Ансамбълът за автентичен фолклор към Народно Читалище "Дочо Михайлов-1906"-с.Бабук,общ.Силистра."  

##### "Клуб на инвалида и пенсионера"
Селото разполага и с църква   

## Културни забележителности
Къща-музей на Дочо Михайлов

## Предприятие

### Земеделска кооперация за производство и услуги "Мотор - 93"
ЗКПУ "Мотор - 93" е основана през 1993 г.  